# Chorocowa
Chorocowa (ukr. Хороцеве) – wieś w rejonie wierchowińskim, w iwanofrankiwskim Ukrainy.
W okresie II Rzeczypospolitej stacjonowała w niej placówka Straży Celnej ze składu komisariatu Straży Celnej „Uścieryki”.